# 7 Pułk Artylerii Ciężkiej (II RP)
7 pułk artylerii ciężkiej (7 pac) – oddział artylerii ciężkiej Wojska Polskiego w II Rzeczypospolitej.
Pułk sformowany został 2 listopada 1921, w garnizonie Poznań, w koszarach na Sołaczu z połączenia 14 i 17 dywizjonów artylerii ciężkiej. Od 1929 jednostka podlegała bezpośrednio dowódcy 7 Grupy Artylerii. Pułk stacjonował w Poznaniu. W 1939 zmobilizował między innymi  14 dywizjon artylerii ciężkiej, 25 dywizjon artylerii ciężkiej, dowództwo 7 pac, I/7 pac i II/7 pac. W kampanii wrześniowej wspierał ogniem oddziały Armii „Poznań”.

## Geneza i walki pododdziałów pułku w latach 1919–1921
W styczniu 1919 w Poznaniu na Sołaczu powstał I batalion artylerii ciężkiej wielkopolskiej. Na jego bazie utworzono dwa dywizjony po cztery baterie. Od maja dywizjony te stanowiły 1 pułk artylerii ciężkiej wielkopolskiej. W wyniku kolejnych zmian wydzielono z pułku 14 i 17 dywizjon artylerii ciężkiej. W tej formie oba dywizjony przebyły wojnę, a od listopada 1921 weszły w skład „pokojowego” 7 pac.
14 dywizjon artylerii ciężkiej
Od stycznia 1919 pojedyncze baterie kierowane były do walk z Niemcami na terenie Wielkopolski. We wrześniu 14 dac skierowano na front północny, gdzie wziął udział w działaniach na Połock. 19 października dywizjon wszedł w skład 14 DP i wspierał piechotę w obronie Berezyny i przedmościa w Bobrujsku. Walczył tam do lipca 1920. Od 9 lipca wspierał działania opóźniające 14 DP. Ciężki bój stoczył 16 lipca. Dzięki celnemu ogniowi udało się zażegnać krytyczną sytuację. Dywizjon wycofywał się przez Baranowicze, Kobryń aż pod Dęblin. 10 sierpnia 1920 zajął SO pod Kołbielą, skąd 16 sierpnia wspierał natarcie 14 DP w ramach bitwy warszawskiej. W pościgu towarzyszył piechocie do Ostrowi Mazowieckiej. Tam zakończył działania wojenne. Za męstwo w walce dywizjon został odznaczony Krzyżem Srebrnym Orderu Wojskowego Virtuti Militari na trąbkę.
17 dywizjon artylerii ciężkiej
17 dac pozostawał w Wielkopolsce. Dopiero 31 lipca 1920 dywizjon skierowano w rejon Ostrołęki, gdzie wspierał działania 205 ochotniczego pułku piechoty. Wycofywał się przez Rażanę – Maków – Przewadów pod Nasielsk. Tam osłaniał koncentrację 5 Armii. Po przejściu do natarcia wspierał forsowanie Wkry i działania na Ciechanów. Stąd skierowano go do Grodna. Wspierał tam działania Dywizji Ochotniczej. Działania wojenne zakończyły się 4 października pod Oranami.

### Bilans walk
Krzyżem Srebrnym Orderu Wojskowego Virtuti Militari zostało odznaczonych 26 żołnierzy. 26 stycznia 1923 Naczelny Wódz odznaczył trąbkę I/7 pac (dawny 14 dac) Orderem Wojskowym Virtuti Militari V klasy. Krzyżem Walecznych zostało odznaczonych 47 oficerów i 20 szeregowych, w tym czterokrotnie – 2, trzykrotnie – 2, dwukrotnie – 9. Na polu bitwy poległo pięciu kanonierów.
| Kawalerowie Virtuti Militari | Kawalerowie Virtuti Militari | Kawalerowie Virtuti Militari |
| --- | --- | --- |
| Żołnierze pułku odznaczeni Krzyżem Srebrnym Orderu Wojskowego Virtuti Militari za wojnę 1918–1920 | | |
| 14 dywizjon artylerii ciężkiej por. Władysław Benedykciński kpr. rez. Jan Burlaga ** kpt. Jan Chylewski * kpt. Wojciech Dombek* bomb. Teofil Duszyński ** kpr. Edward Dywelski * kan. Wojciech Glapka ** plut. Czesław Grzechowiak * | ppłk Karol Hauke kan. Stanisław Jamry ** ogn. Józef Janowiak st. ogn. Albin Kaczmarek ** kpt. Zygmunt Kapsa * ppłk Leonard Lubański * kpt. Andrzej Marecki * mjr Bronisław Piniecki mjr Edward Przybylski | kan. Franciszek Przykłocki * mjr Stanisław Przywecki * ppłk Edward Rudowicz bomb. Stefan Skrzypczak bomb. Andrzej Styrczewski* por. Władysław Szczekowski* mjr Wacław Świeciński bomb. Roman Tomczak ** plut. Franciszek Zydorczyk |

## Pułk w okresie pokoju

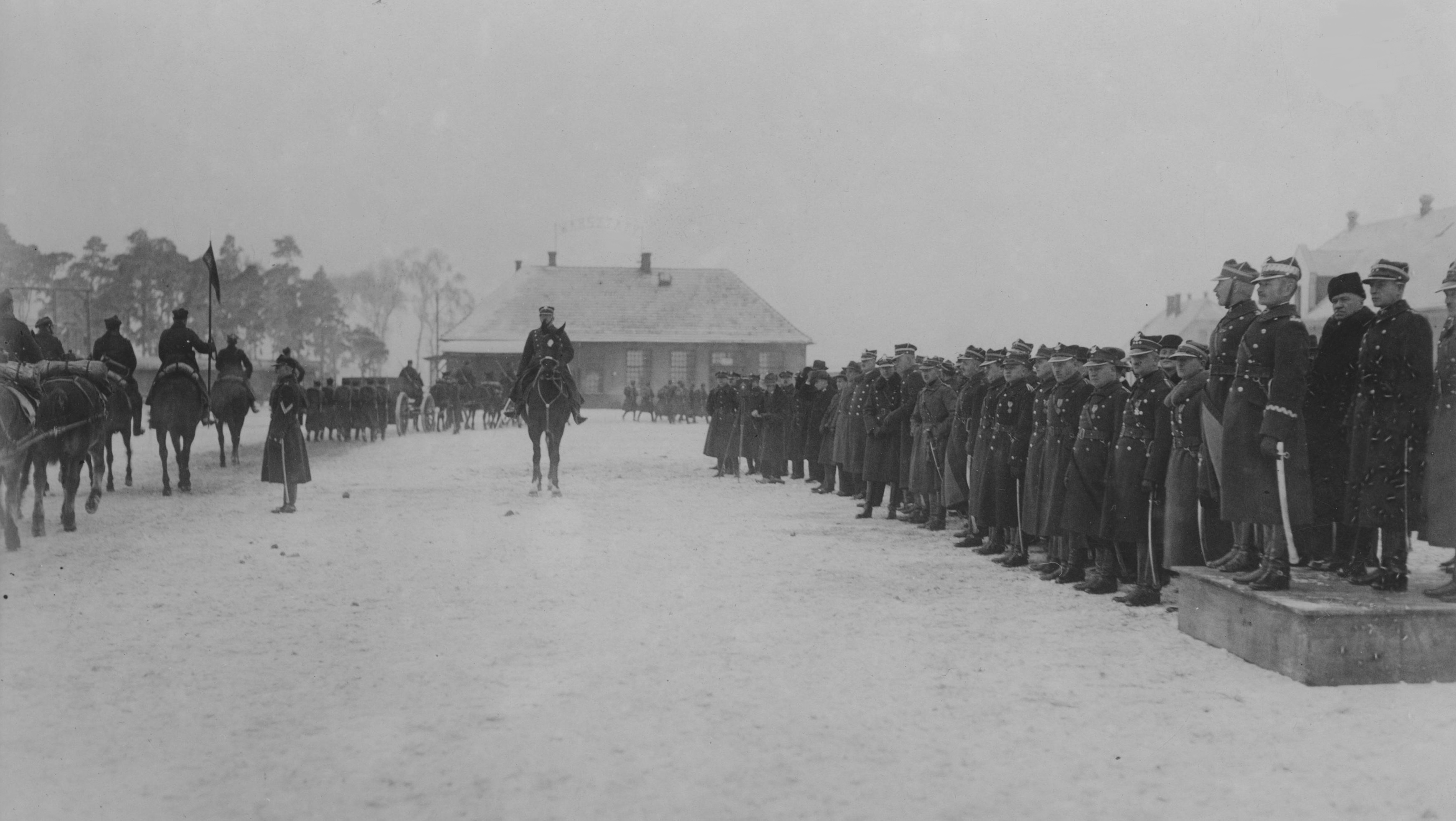
X – lecie 7 pac w Poznaniu – defilada przed gen. dyw. Kazimierzem Dzierżanowskim; 1931 r.

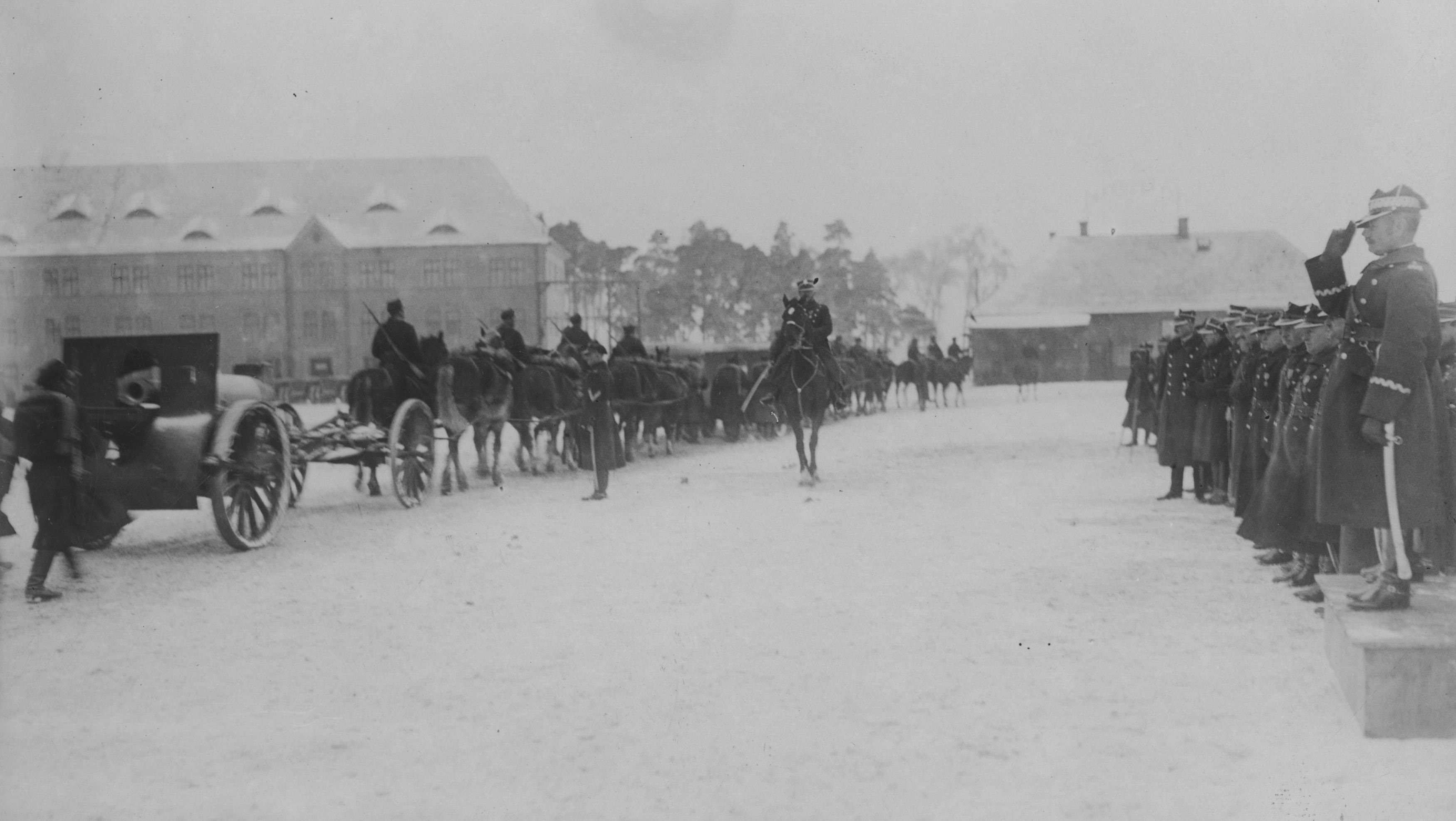
X – lecie 7 pac w Poznaniu – defilada oddziałów artylerii ze 155 mm haubicą Schneider wz. 1917

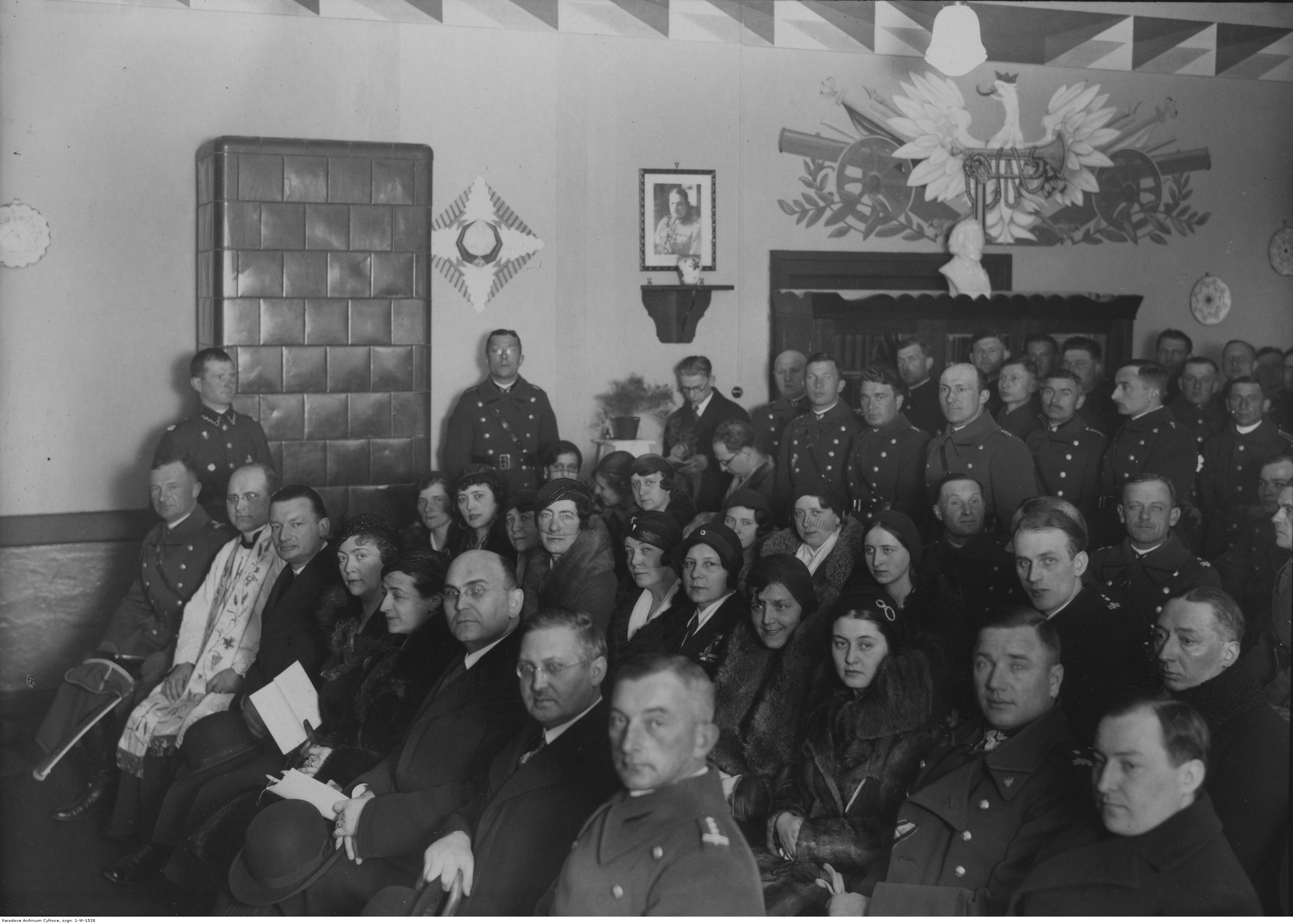
Poświęcenie świetlicy 7 pac zorganizowanej przez Oddział Polskiego Białego Krzyża w Poznaniu; 1933 r.

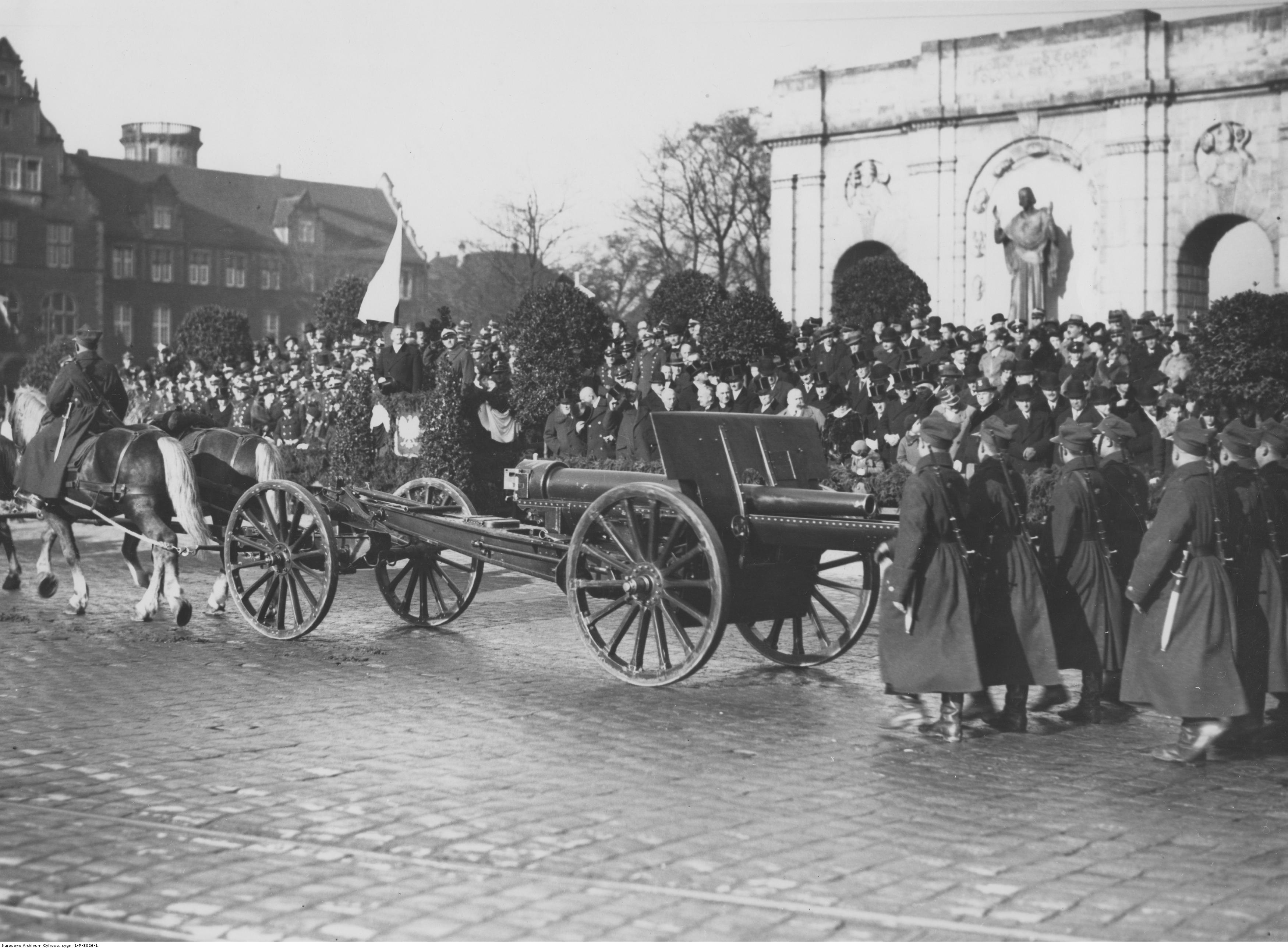
Obchody Święta Niepodległości w Poznaniu w 1935 r. 105 mm armata Schneider wz. 13 podczas defilady

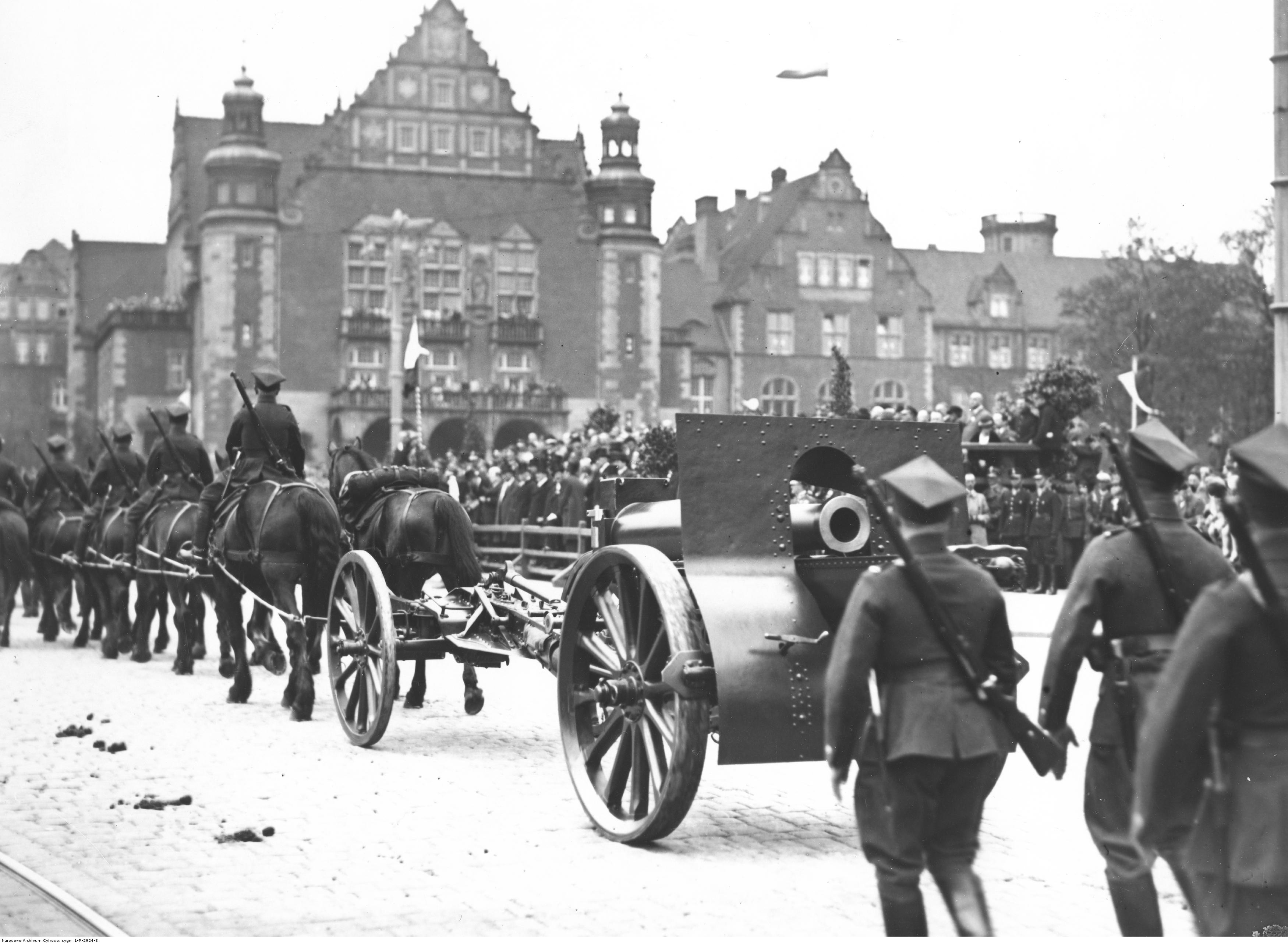
Obchody Święta Narodowego 3 Maja w Poznaniu w 1936 r. 155 mm haubica Schneider wz 1917 podczas defilady

### Formowanie i zmiany organizacyjne
7 pułk artylerii ciężkiej powołany został rozkazem MSWojsk. z 2 listopada 1921. W jego skład wszedł jako I dywizjon dotychczas samodzielny 14 dywizjon artylerii ciężkiej. W tym samym miesiącu do pułku włączono „wojenny” 17 dywizjon artylerii ciężkiej. W kwietniu 1922 przemianowano go na III/2 pułku artylerii ciężkiej i z Poznania przeniesiono do Chełma Lubelskiego. Wkrótce do „pokojowego” 7 pułku artylerii ciężkiej przydzielono dawny II dywizjon 3 pac wielkopolskiego, działający podczas walk o niepodległość prawdopodobnie jako II/14 pac. Dywizjon ten przez pierwszych kilka miesięcy funkcjonował jako oddział detaszowany i stacjonował w Gnieźnie.
W 1923 w skład pułku wchodziło: dowództwo, trzy dywizjony artylerii ciężkiej po trzy baterie, kadra oddziału łączności i kadra baterii zapasowej. W 1925 w strukturze pułku znalazła się 7 samodzielna bateria przeciwlotnicza oraz kadra kompanii pomiarów artylerii nr 7. W następnym roku bateria przeciwlotnicza została rozwinięta do dywizjonu przeciwlotniczego. Dywizjon przeciwlotniczy pozostawał w strukturach pułku do roku 1931, czyli do czasu usamodzielnienia się. Od tego czasu pułk składał się z dowództwa, kwatermistrzostwa, drużyny łączności i trzech dywizjonów − razem 7 baterii.
W 1927 wszedł w życie „Plan mobilizacyjny S”. Zgodnie z nim pułk miał się rozwinąć do etatów wojennych w ciągu 10 dni od chwili ogłoszenia mobilizacji powszechnej. W tym samym czasie miał sformować dwubateryjną 71 kompanię artylerii pieszej wyposażoną w cztery ciężkie działa oraz 7 kompanię pomiarów artylerii. Ponadto w 4 dniu mobilizacji powszechnej planowano utworzyć dowództwo 10 Brygady Artylerii, w 15 dniu baterię zapasową, a w 30 dniu baterię marszową. W alarmie powinno dojść do rozwinięcia się 7 samodzielnego dywizjonu artylerii przeciwlotniczej. W 1929 zlikwidowano 3 baterię, ale utrzymano strukturę trzydywizjonową. Baterie 1, 2, 4, 5. wyposażone zostały w haubice, a baterie nr 7 i 8 posiadały armaty.
W myśl rozkazu Departamentu Dowodzenia Ogólnego L. 5541/org.tj. z 2 grudnia 1938, z dniem 1 marca 1939 miał zostać utworzony samodzielny 17 dywizjon artylerii ciężkiej. W związku z tym do 20 marca wydzielono ze składu pułku 5. baterię haubic, która miała być zalążkiem dla nowego dywizjonu. Zmiany te spowodowały, że z dniem 1 kwietnia pułk przyjął strukturę dwudywizjonową z bateriami armat kal. 105 mm o nr 1 i 4 i bateriami haubic kal. 155 mm o nr 2, 3 i 5. Zlikwidowano też stanowisko II zastępcy dowódcy pułku.
| Obsada personalna i struktura organizacyjna w marcu 1939 | Obsada personalna i struktura organizacyjna w marcu 1939 |
| Stanowisko                                               | Stopień, imię i nazwisko                                 |
| -------------------------------------------------------- | -------------------------------------------------------- |
| dowódca pułku                                            | płk Tadeusz Bodnar                                       |
| I zastępca dowódcy pułku                                 | ppłk Adam Józef Riedl                                    |
| adiutant pułku                                           | kpt. Stefan Banaszek                                     |
| naczelny lekarz medycyny                                 | mjr lek. Kazimierz Juliusz Rutendolff-Przewoski          |
| lekarz weterynarii                                       | ppłk Bronisław Otto                                      |
| oficer zwiadowczy                                        | por. Stefan Komosiński                                   |
| II zastępca dowódcy (kwatermistrz)                       | mjr inż. Jerzy Bolechowski                               |
| oficer mobilizacyjny                                     | kpt. Bolesław Łotarewicz                                 |
| zastępca oficera mobilizacyjnego                         | por. adm. (art.) Zygmunt II Wiśniewski                   |
| oficer administracyjno-materiałowy                       | kpt. adm.(art.) Tadeusz Komar                            |
| oficer gospodarczy                                       | kpt. int. Paweł Piotr Raczkowski                         |
| oficer żywnościowy                                       | chor. Kazimierz Kotłowski                                |
| dowódca plutonu łączności                                | por. Kazimierz Horek                                     |
| oficer plutonu                                           | chor. Stanisław Sikorski                                 |
| dowódca szkoły podoficerskiej                            | kpt. Bruno Pawlik                                        |
| zastępca dowódcy                                         | por. Kazimierz Józef Kasprzycki                          |
| dowódca I plutonu                                        | ppor. Czesław Szczepaniak                                |
| dowódca II plutonu                                       | ppor. mgr Stefan Zwierzyński                             |
| dowódca III plutonu                                      | ppor. Antoni Józef Florczak                              |
| dowódca I dywizjonu                                      | p.o. kpt. Edmund Wołkowiński                             |
| dowódca 1 baterii                                        | por. Franciszek Kłos                                     |
| dowódca plutonu                                          | ppor. Józef Jan Behnke                                   |
| dowódca 2 baterii                                        | wakat                                                    |
| dowódca plutonu                                          | ppor. Jan Wasiukiewicz                                   |
| dowódca II dywizjonu                                     | mjr Eugeniusz Szary                                      |
| dowódca 4 baterii                                        | kpt. Henryk Kazimierz Szczygielski                       |
| dowódca plutonu                                          | ppor. Stanisław Tadeusz Homik                            |
| dowódca 5 baterii                                        | kpt. Franciszek II Rutkowski                             |
| dowódca III dywizjonu                                    | mjr Mieczysław Suzin                                     |
| dowódca 7 baterii                                        | mjr Mikołaj I Karczewski                                 |
| dowódca plutonu                                          | ppor. Roman Kajetan Litwinek                             |
| dowódca 8 baterii                                        | por. Antoni Ciembka                                      |
| na kursie                                                | kpt. Kazimierz Szydłowski                                |

### Zakwaterowanie
Pułk stacjonował w poniemieckich koszarach w garnizonie Poznań na Sołaczu. Kompleks utrzymany był w dość dobrym stanie, koszary były całkowicie zelektryfikowane, a warunki bytowe od początku należały do najlepszych w Wojsku Polskim. W połowie lat 20. XX w. pojawiły się kłopoty z piecami; część podłóg była w złym stanie, występowały awarie wodno-kanalizacyjne. Pułk starał się sobie radzić we własnym zakresie, a poważniejsze usterki usuwano w miarę otrzymywania środków finansowych. W 1925 w bloku drużyny dowództwa pułku uruchomiono pralnię. Z chwilą jej uruchomienia, w soboty w godzinach: 17.00-18.00, wszystkie pododdziały zdawały do prania bieliznę osobistą − koszule, kalesony i ręczniki. W związku z cięciami budżetowymi i brakiem ryczałtów na jej utrzymanie, po półtorarocznym funkcjonowaniu pralnia została zlikwidowana, a bieliznę prano w pralni garnizonowej. Pralnia pułkowa ponownie została uruchomiona w 1930.
Kontrole koszar na Sołaczu wystawiały służbie zakwaterowania oceny dobre. Dobrze oceniano też strzelnice i place ćwiczeń. W tym wielkim kompleksie koszarowym zakwaterowane były też pododdziały 7 dywizjonu artylerii konnej, a od 1923. także 7 dywizjonu artylerii przeciwlotniczej. Rejony zakwaterowania poszczególnych oddziałów  oddzielone były od siebie drucianymi siatkami. W oddzielnych budynkach znajdowały się mieszkania dla oficerów i podoficerów. Kadra żonata zazwyczaj mieszkała poza terenem koszar, w domach znajdujących się w pobliżu. Odpowiednie place ćwiczeń i strzelnice umożliwiały skuteczne szkolenie, a rozległy teren usytuowany poza koszarami wykorzystywano do szkolenia jazd zaprzęgami.

### Święta w pułku
Bardzo ważnym elementem wychowania patriotycznego były obchody świąt państwowych, kościelnych i święta pułkowego. Dziennikiem Rozkazów MSWojsk. nr 16 z 19 maja 1927, poz.174 wyznaczono dzień święta pułkowego na 12 stycznia. Data ta miała upamiętniać wyruszenie 1 baterii 1 pułku artylerii ciężkiej wielkopolskiej na front w rejon Kcyni. Dzień był jednak o tyle niefortunny, że bateria ta weszła w skład „pokojowego” 2 pułku artylerii ciężkiej tworząc jego wojenną tradycję. Dlatego też Dziennikiem Rozkazów MSWojsk. nr 4 z 12 kwietnia 1937, poz. 40 zmieniono datę święta pułkowego na 20 lipca – na  pamiątkę wydzielenia z 1 pułku artylerii ciężkiej wielkopolskiej dwóch dywizjonów, na bazie których utworzono 3 pac wielkopolskiej i z jego oddziałów utworzono pokojowy 7 pac.
Po raz pierwszy święto pułkowe obchodzono w 1925. Z uwagi an szkolenie programowe, przeniesiono je na niedzielę 17 stycznia. Święto w 1933 rozpoczęło się 11 stycznia o 9.30 w kościele garnizonowym mszą żałobną za zmarłych i poległych. O 19.00 na dziedzińcu koszarowym, przed działownią, odbył się uroczysty capstrzyk. Po odczytaniu każdego z 15 nazwisk poległych oraz zmarłych w trakcie służby żołnierzy, gaszono jedną z zapalonych wcześniej pochodni. Następnego dnia o 9.30 odbywało się nabożeństwo w kościele garnizonowym, po którym odbyła się defilada i powrót do koszar. Na placu koszarowym odczytano listę awansów oraz wręczono odznaki pamiątkowe. O 13.00 rozpoczął się obiad w kasynie podoficerskim z udziałem całej kadry oraz po 5 szeregowych z każdej baterii. Pozostali szeregowi jedli obiad w świetlicach dywizjonowych, w obecności części kadry. O 14.30 cały stan osobowy pułku wysłuchał specjalnego odczytu o historii jednostki, a następnie zorganizowano gry i zabawy dla szeregowych.

### Kultura i rozrywka
Życie kulturalne w pułku było dość bogate i urozmaicone. Na terenie koszar działał „Chór Męski 7 pac” i „Kółko Teatralne 7 pac”. Pułk posiadał też własną orkiestrę. Dobrze były wyposażone świetlice bateryjne i dywizjonowe, które w wolnych od zajęć chwilach zapewniały dostęp do prasy codziennej, gier planszowych i muzyki z gramofonu lub radia. Biblioteka pułkowa zapewniała duży wybór lektur fachowych, przygodowych, sensacyjnych, podróżniczych itd. Powiększała swoje zbiory dzięki dotacjom oficerów rezerwy oraz darom osób i instytucji cywilnych. Ważnym elementem kulturalno-oświatowym były coroczne wizyty szeregowych młodszego rocznika w poznańskim ogrodzie zoologicznym i Muzeum Wojska Polskiego. Zwiedzano także obiekty Międzynarodowych Targów Poznańskich.
Dzięki odpowiednim umowom z teatrami i kinami szeregowcy mogli nabywać bilety po specjalnych zniżkach. Pułkowe koło sportowe z wieloma sekcjami pozwalało na rozwijanie sportowych zainteresowań tak kadrze, jak i szeregowcom.
22 października 1922 na terenie koszar, z rozkazu dowódcy OK VII, odbyła się uroczystość sadzenia drzewek owocowych. W trakcie sadzenia drzewek koncertowała orkiestra pułkowa. Uroczystość skierowana była przede wszystkim do żołnierzy pułku pochodzących z Kresów. Jej celem było krzewienie sadownictwa. Uroczystość poprzedzona została mszą oraz odczytem por. Rożnowskiego. Pierwsze drzewko zasadził dowódca pułku, ppłk Józef Rojek.

### Inspekcje w pułku
Inspekcje prowadzone w jednostkach wojskowych miały przede wszystkim za cel określenie stopnia przygotowania do działań wojennych. W czasie ich trwania sprawdzano między innymi poziom wyszkolenia i fachowego przygotowania żołnierzy. W  1929 podczas letniej koncentracji 25 Dywizji Piechoty zostały przeprowadzone wspólne manewry z udziałem 7 pac. Obserwatorem był wówczas gen. dyw. Jan Romer, który w swoim sprawozdaniu napisał, iż ćwiczenie cechowała teatralność dla oka. Podkreślił on całkowitą bezczynność zwiadów, brak rozpoznania topograficznego i współdziałania z lotnictwem. Ogólnie, pułk pod względem wyszkolenia technicznego ocenił jako dobry, ale pod względem taktycznym słaby.

W 1934 pułk inspekcjonował gen. dyw. Mieczysław Norwid-Neugebauer. W celu oceny poziomu wyszkolenia kadry, przeprowadził on ćwiczenia doskonalące na temat Działanie artylerii dywizyjnej wzmocnionej dyonem artylerii ciężkiej w obronie ruchowej. Inspektor stwierdził, że oficerowie wydawali zbyt wiele niepotrzebnych rozkazów szczegółowych, a jednocześnie występowały trudności w podejmowaniu decyzji. W opinii Inspektora, dowódcy wszystkich szczebli wysyłali na pierwszą linię zbyt małą liczbę obserwatorów. Inspektor podkreślił jednak, iż w porównaniu z rokiem 1933, nastąpiła wyraźna poprawa w rozumieniu założeń taktycznych, choć współpraca z piechotą wymagała nadal doskonalenia. W czasie kontroli dobrze ocenieni zostali podoficerowie zawodowi, szczególnie w zakresie terenoznawstwa i topografii. Słabo oceniono poziom wyszkolenia jeździeckiego. Kontrola szkoły podoficerskiej wypadła dość dobrze. Instruktorzy właściwie i przystępnie przekazywali materiał, a elewi dobrze opanowali naukę o broni, ale zaledwie dostatecznie terenoznawstwo i obronę przeciwgazową.
W 1935 gen. dyw. Norwid-Neugebauer zauważył dalszy postęp w pracy nad podniesieniem stopnia wyszkolenia taktycznego. W tym czasie pułk otrzymywał oceny dobre niemal we wszystkich kategoriach. Inspektor zwracał jednak uwagę na był zbyt duży schematyzm w pracy szkoleniowej oraz nadal kiepskie wyniki kadry w wyszkoleniu jeździeckim. W 1937 i 1938  inspekcje w 7 pac przeprowadzał gen. dyw. Juliusz Rómmel. Według niego oficerowie pod względem wartości taktycznych reprezentowali dobry poziom, natomiast podoficerowie zawodowi dostateczny. Dobrze ocenił pułk we współdziałaniu z wyższymi związkami taktycznymi. Również wytrzymałość fizyczna była oceniona jako dobra. Wyszkolenie bojowe oraz techniczne pododdziałów, a także szkoła podoficerska otrzymały ocenę dobrą, zaś dyscyplina w pułku oceniona była na bardzo dobrze.

## 7 pac w kampanii wrześniowej

### Mobilizacja

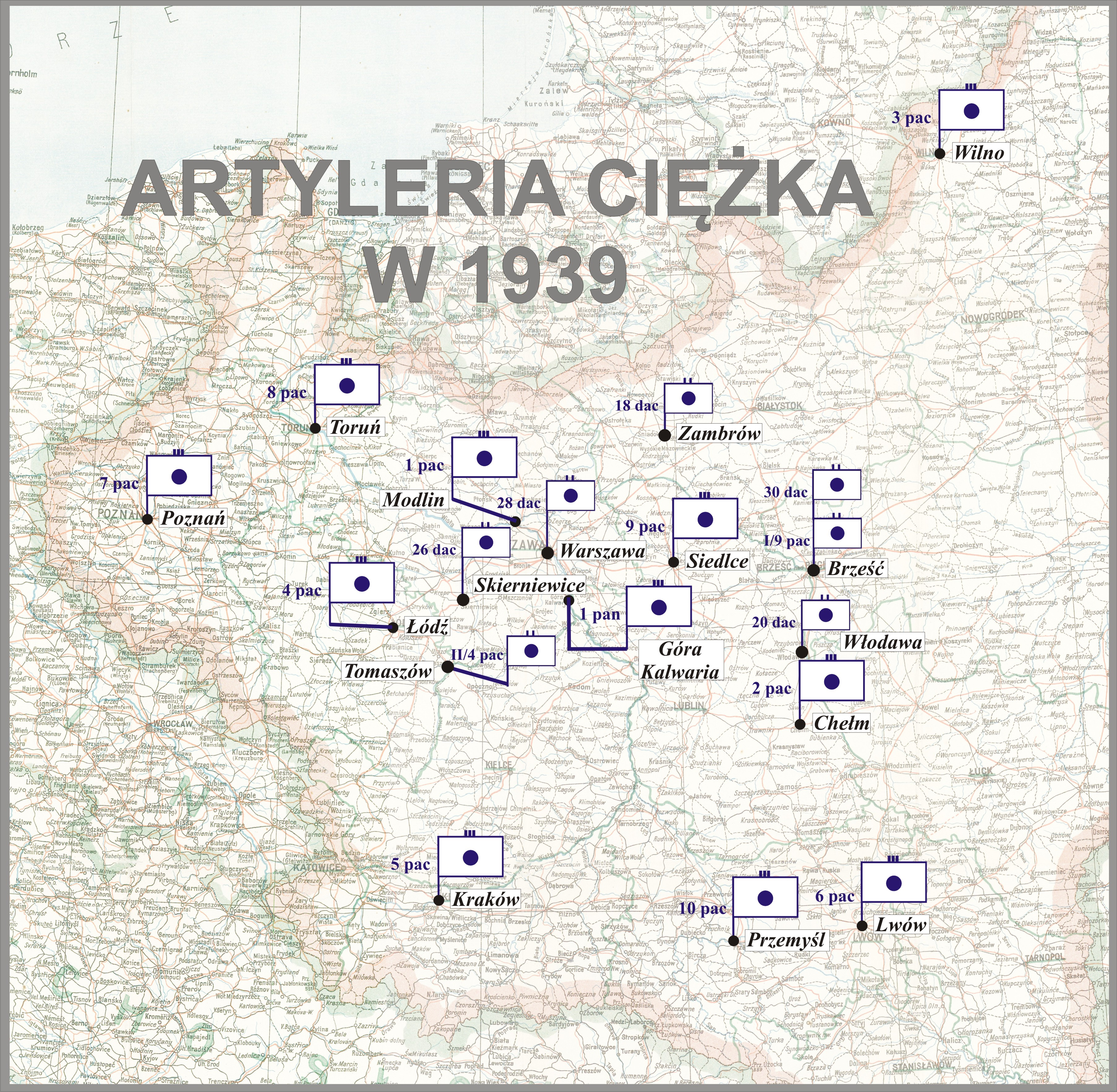
Artyleria ciężka w 1939 przed wybuchem II wojny światowej

Pułk był jednostką mobilizującą. W dniach 24-27 sierpnia 1939, zgodnie z planem mobilizacyjnym „W”, w Poznaniu sformował w mobilizacji alarmowej, w grupie jednostek oznaczonych kolorem żółtym, w czasie od A+24 do A+72:
- dywizjon artylerii ciężkiej typ II nr 14 dla 14 DP
- pluton taborowy nr 14 dla 14 DP
- dywizjon artylerii ciężkiej typ II nr 25 dla 25 DP
- pluton taborowy nr 25 dla 25 DP
- dowództwo 7 pułku artylerii ciężkiej dla Armii „Poznań”
- I dywizjon 7 pułku artylerii ciężkiej typ I dla Armii „Poznań”
- II dywizjon 7 pułku artylerii ciężkiej typ I dla Armii „Poznań”[33].

Pułk rozwinął się do stanu wojennego, według etatu L.3042/mob.org. w składzie dwóch dywizjonów typu I. Każdy dywizjon składał się z trzech baterii po cztery działa. Pierwszy dywizjon był uzbrojony w dwanaście 105 mm armat wz.1929, a drugi w dwanaście 155 mm haubic wz.1917 według etatu L.3042/mob.org..
W Księdze pamiątkowej artylerii polskiej... autor podaje: cyt.: Wszystkie baterie trzydziałowe. Daje to ogólną liczbę 9 dział w dywizjonie. Natomiast mobilizowane dywizjony artylerii ciężkiej typu II były mobilizowane w składzie: baterii armat 105 mm wz. 1929 z trzema armatami i baterii haubic 155 mm wz. 1917 z trzema haubicami według etatu L.3042/mob.org..
7  pułk artylerii ciężkiej rozpoczął mobilizację w koszarach pułku, sukcesywnie przenosząc mobilizowane dywizjony i baterie do okolicznych wsi. I dywizjon kontynuował mobilizację w Suchym Lesie, 4 bateria w Strzeszynie, a II dywizjon w dworze Złotniki. Powolny napływ rezerwistów i mobilizowanych koni oraz wozów spowodował opóźnienia w formowaniu pułku. Jako pierwsze otrzymywały rezerwistów i konie z poboru dywizjony 14 i 25, ze względu na krótsze terminy mobilizacji. Konie były dobrej jakości, lecz w 50% wymagały podkucia. Większość wozów konnych było dobrej jakości, tylko 15% wymagało naprawy. Uprząż z poboru była w fatalnym stanie; większość wymagała naprawy lub całkowitej wymiany. 27 sierpnia odbył się przegląd pułku. Od godz. 15.00 28 sierpnia rozpoczęto załadunek I dywizjonu, potem dowództwa pułku i taborów, na dworcu towarowym w Poznaniu. 29 sierpnia większość I dywizjonu, dowództwa pułku i taborów wyładowano w godzinach porannych na stacji kolejowej w Słupcy, a 2 baterię na stacji kolejowej w Kole. Po czym 2 bateria przemaszerowała do Paprotni koło Krzymowa, skąd 30 sierpnia marszem pieszym dołączyła do I dywizjonu w Wilcznej. 29 sierpnia w godzinach popołudniowych rozpoczęto załadunek do transportów kolejowych II dywizjonu. W godzinach nocnych 29/30 sierpnia nastąpił wyładunek transportów II dywizjonu na stacji kolejowej w Golinie. Skąd przemieszczono się do Wilcznej i okolicznych wsi. 30 sierpnia w I dywizjonie podjęto szkolenie z obsługami na nowych armatach wz. 29, gdyż rezerwiści byli przeszkoleni na starszym typie armat wz. 1913. Nocą 30 na 31 sierpnia 7 pac podjął marsz w kierunku Koła. Osiągnięto o 5.00 31 sierpnia miejscowość Brzezie, gdzie w lesie i sadzie, pułk odpoczywał. Kolejny nocny marsz wykonano w nocy 31 sierpnia na 1 września docierając w godz. 3.00-4.00 do miejsc postoju. Dowództwo pułku w gajówce Dąbrowa, I dywizjon we wsi Trzęśniew, II  dywizjon do wsi Trzęśniew-Gąsiorów. Tym samym pułk zajął stanowiska na przedmościu „Koło”, gdzie miał działać jako artyleria wsparcia.

### Działania bojowe

#### Na przedmościu „Koło” i przegrupowanie
Od 2 września żołnierze 7 pac przygotowywali plany ogni, prowadzili wycinki drzew, budowali stanowiska ogniowe dla dział i punkty obserwacyjne. Od 4 września budowano sieć łączności. 1 bateria pomiarów artylerii wykonała prace topograficzno-ogniowe na korzyść 7 pac. Zgodnie z rozkazem operacyjnym gen. dyw. Tadeusza Kutrzeby, pułk razem z kompanią balonów obserwacyjnych nr 4 (dowódca – kpt. Kazimierz Mensch) i baterią pomiarów artylerii nr 1, od świtu 4 września został podporządkowany dowódcy Grupy Operacyjnej „Koło” gen. bryg. Edmundowi Knoll-Kownackiemu. 5 września od rana pułk zajął stanowiska ogniowe, wieczorem zaczął obsadzać punkty obserwacyjne. Na przedmościu pułk pozostawał do 6 września bez styczności z nieprzyjacielem. W nocy z 6 na 7 września rozpoczął marsz wraz z 17 Dywizją Piechoty, na most na rzece Warta w Kole. Do świtu 6 września przez most zdołało się przeprawić dowództwo 7 pułku artylerii ciężkiej i I dywizjon. Stąd skierowały się do wsi Bylice koło Grzegorzewa. Nocą 6/7 września na wschodni brzeg Warty przez most w Kole przeprawił się II dywizjon i zatrzymał się na postój we wsi Lipie Góry. W nocy 6/7 września grupy dywersantów przecięły wielokrotnie kable telefoniczne pomiędzy stanowiskiem dowodzenia I dywizjonu, a bateriami. Dodatkowo zostały ostrzelane stanowiska 1 i 2 baterii przez dywersantów. Wieczorem 7 pac podjął marsz w kierunku miasta Dąbie nad Nerem. Marsz prowadzono poprzez Borysławice Kościelne, Krzykosy, Pomorzany Fabryczne, Józefów, Rycerzew do Rdutowa na południowy wschód od Kłodawy. Cel marszu pułk osiągnął o godz. 6.00 8 września. Wieczorem 8 września wraz z 1 bpa podjęto dalszy marsz przez Kotków, Wygorzele, do dworu Sławęcin na północny zachód od Łęczycy.

#### Udział w bitwie nad Bzurą
9 września ok. godz. 7.00 7 pac osiągnął Sławęcin. Został podporządkowany dowódcy 25 Dywizji Piechoty gen. bryg. Franciszkowi Alterowi, na czas natarcia na Łęczycę. W nocy z 9 na 10 września przesunięto pułk przez dwór Koryta, dwór Siedlec, kolonię Gołocice do miejscowości Upale na północ od Łęczycy. Przed południem zgodnie z rozkazem I dywizjon podjął marsz w rejon natarcia 17 DP. Podczas marszu przez Łęczycę I dywizjon został zatrzymany przez dowódcę Artylerii Dywizyjnej 25 DP, który nakazał zajęcie stanowisk ogniowych w Łęczycy i ostrzelanie silnym ogniem folwarku i wsi Sierpów. Wsparcie natarcia 29 pułku Strzelców Kaniowskich na folwark i wieś Sierpów pozwoliło mu zdobyć oba przedmioty natarcia. Niemiecki ogień kontrbateryjny nakrył rejon 3 baterii, w wyniku czego utraciła poległego kanoniera i dwa konie. W trakcie przegrupowania 4 baterii po szosie Topola Królewska-Łęczyca, została ona ostrzelana przez artylerię niemiecką. W jego wyniku doszło do chwilowego rozproszenia baterii. Po uporządkowaniu 4 bateria haubic została przydzielona do I dywizjonu w zamian za 2 baterię armat, którą dowódca pułku przydzielił do II dywizjonu. Po południu 7 pac bez I dywizjonu podjął przegrupowanie przez dwór Gawrony do dworu Prądzew. Następnie nocą 10/11 września podjęto dalszy marsz poprzez Rybitwy, Zagaj, Orszewice, Gaj, Piątek, Sułkowice. W nocy 10/11 września o godz. 3.00 I dywizjon otrzymał rozkaz zwinięcia dotychczasowych stanowisk i odmarszu do rejonu Góry Świętej Małgorzaty do dyspozycji 17 DP. Po dotarciu o godz. 9.00 11 września na miejsce, I dywizjon wszedł w skład grupy artylerii ogólnego działania 17 DP, wraz z 17 dywizjonem artylerii ciężkiej pod dowództwem ppłk. Wacława Albrechta. Wspierać miał natarcie 17 DP na rejon Modlna, Celestynów. O godz. 12.45 grupa ppłk. Albrechta prowadziła artyleryjskie przygotowanie ataku. Ok godz. 13.00 wyruszyło natarcie piechoty, które początkowo miało powodzenie. Po pewnym czasie doszło do pomyłkowego ostrzelania oddziałów własnego 56 pułku piechoty z 25 DP we wsi Czerechów, który ją zajął. W szeregach piechoty w Czerechowie znajdowali się wysunięci obserwatorzy artylerii ciężkiej. Do tragedii doszło ze względu na przerwanie łączności telefonicznej. O godz. 15.00 baterie 1, 3 i 4 z I dywizjonu wykonały 15 minutową nawałę ogniową na rejon Dybówka, Sokolniki, Małachowice wspomagając natarcie 17 DP. Następnie I dywizjon przeszedł do dyspozycji 14 Dywizji Piechoty. Po przydzieleniu w skład 14 DP o godz. 18.30 I/7 pac silnie ostrzelał pozycje niemieckie we wsi i lesie Pludwiny i okolicy, co umożliwiło 58 pułkowi piechoty natarcie na las. Natarcie jednak nie powiodło się z uwagi na kontratak niemieckich samochodów pancernych. Przed tymi działaniami wyłączono z I dywizjonu 1 baterie armat. 1 Bateria armat otrzymała od ppłk. Wacława Albrechta zadanie ostrzelania skrzyżowania dróg w Zgierzu. Z tego względu 1 bateria zajęła stanowiska ogniowe niemal na pierwszej linii frontu gdzie stanowiska zajmowała piechota koło wsi Wypychów. Strzelanie prowadzono z mapy na odległość 15 km. 1/7 pac wystrzeliła 40 pocisków kalibru 105 mm. Do wieczora 11 września kolumna amunicyjna i tabory I/7 pac stacjonowały jeszcze we wsi Siedlec koło Łęczycy. Dowództwo pułku z II dywizjonem marszem rokadowym dopiero wieczorem 11 września ok. godz. 22.00 osiągnęło wyznaczony rejon w m. Mąkolice Wschodnie. 2 bateria w składzie II/7 pac zajęła stanowiska na wjeździe do wsi zdolna do prowadzenia ognia pośredniego i na wprost. O godz. 20.00 niemiecka artyleria rozpoczęła ogień nękający na Mąkolice, od 23.00 niemiecka artyleria wykonała potężne nawały ogniowe na Mąkolice, gdzie zgrupowane było dowództwo pułku i II/7 pac oraz 14 dywizjon artylerii ciężkiej. 5 i 6 baterie wycofały się ze stratami. 2 bateria porzuciła armaty i rozpierzchła się. Jednostka poniosła duże straty. Między innymi poległ dowódca 7 pac, płk Tadeusz Bodnar. Dowodzenie przejął dowódca II dywizjonu mjr Jerzy Bolechowski. W ciągu dnia 12 września udało się zebrać dowództwo i II/7 pac w rejonie Piaski i Łęki Kościelne.  6 bateria utraciła kilkunastu kanonierów, kuchnię polową, 3 wozy amunicyjne i 2 taborowe. 5 bateria utraciła kilku kanonierów, 3 wozy amunicyjne i kilka taborowych. Ok. godz. 17.00 zebrano dowództwo pułku, dowództwo II dywizjonu i 5 i 6 baterie haubic. 2 bateria utraciła w Mąkolicach 3 poległych z obsługi lkm. Ubyło wiele koni. Od godz.15.00 do wieczora ściągano ze stanowisk armaty 2 baterii i jaszcze. Sytuacja ta opóźniła początek natarcia 14 DP na Stryków. O godz. 18.00 na rozkaz z dowództwa Armii „Poznań” 7 pac bez I dywizjonu rozpoczął odwrót poprzez Orenicę, folwark Oreniczki, następnie przez Piątek, most w Młogoszynie na Bzurze i do dworu Krzyżanówek, gdzie dotarł 13 września rano. 12 września I dywizjon wspierał uderzenie 17 DP na wzg. 132,3, wzg. 125 oraz probostwo Modlna i Modlną, które to przedmioty terenowe zajęła piechota 17 DP. Wieczorem I/7 pac wykonał marsz odwrotowy przez groble i mosty pod dw. Czarne Pole i Goślub oraz Ktery, Siemienice do rejonu Strzegocina. Do tego rejonu udała się kolumna amunicyjna dywizjonu i tabory.  
13 września pomimo tego, że dowództwo pułku i II dywizjon był czasowo niezdolne do wykonania zadań bojowych, otrzymał rozkaz osłony ogniowej wycofania się 14 DP na północ przez Bzurę. Miał zająć stanowiska ogniowe we wsi Pawłowice. II dywizjon nakazanego mu zadania nie wykonał. Major Bolechowski został zawieszony w czynnościach służbowych. Pełnienie obowiązków dowódcy pułku zostało powierzone majorowi Wojciechowi Wilkońskiemu. Podczas odprawy dowództwa pułku i II dywizjonu Wymieniony oficer zawiesił w czynnościach służbowych dowódców baterii 6 i 2 oraz wydał rozkaz spalenia akt pułkowych i niepotrzebnej części taborów. Dokonał szeregu przesunięć personalnych oficerów dowództwa pułku, faktycznie dowództwo pułku zostało rozwiązane. W nocy 13/14 września II dywizjon podjął marsz poprzez Szewce, folwark Bedlno, Pniewo, Brzeziny, Śleszyn Wielki do Wiskienicy, gdzie rano 14 września zatrzymał się na postój. W tym samym czasie I dywizjon wykonał marsz do Jackowic koło Zdun. W nocy z 14 na 15 września II dywizjon podjął przemieszczanie się poprzez Łaźniki, Jackowice, Zduny, Szymanowice, Mariankę Dużą do rejonu Sierżniki, mając w zasięgu ostrzału rejon Łowicza i zajął stanowiska ogniowe do godz. 7.00. Przez cały dzień 15 września II dywizjon wspierał Grupę Operacyjną gen. bryg. Mikołaja Bołtucia. Ostrzeliwano cele według własnej obserwacji i z mapy, w tym skrzyżowanie drogi z torami kolejowymi koło stacji kolejowej Bednary i folwark. Były to cele w odległości ok. 10 km. Ostrzał był prowadzony intensywnie np. 5 bateria haubic wystrzeliła ok. 80 pocisków. Pozycje 5/7 pac zostały niecelnie zbombardowane. Artyleria niemiecka prowadziła ostrzał wykrytych punktów obserwacyjnych baterii II dywizjonu, rozpoznanych z niemieckiego samolotu obserwacyjnego. Po północy już 16 września II dywizjon podjął marsz przez Błędów do wsi Różyce. 15 września ze stanowisk ogniowych w Chąśnie Drugim I dywizjon wspierał walki o Łowicz oddziałów piechoty GO gen. bryg. Mikołaja Bołtucia. W nocy I/7 pac odmaszerował do Różyc.
Rano 16 września I dywizjon został przydzielony do wsparcia 26 Dywizji Piechoty i 14 DP. Po zajęciu stanowisk od godz. 7.00 do godz. 18.00 dowódca I/7 pac nie otrzymał rozkazów do wsparcia piechoty. Po czym wykonał marsz nocny 16/17 września w kierunku Kiernozi. W nocy z 15 na 16 września II/7 pac przemaszerował do rejonu Rybna, do dyspozycji dowódcy GO gen. Knoll-Kownackiego. Rano 16 września II dyon stanął na postoju w Różycach. O godz. 12.00 podjęto marsz przez Kocierzew celem zajęcia stanowisk ogniowych w Lipnicach, tabory pozostawiono w Różycach.

##### Działania baterii II dywizjonu
16 września o godz. 13.00 kolumna II dywizjonu dotarła czołem do płonącej od ostrzału niemieckiej artylerii Lipnic. Zauważono niemiecką broń pancerną jadącą na przedpolu w kierunku Różyc.
Bateria 5 zajęła stanowiska na skraju wsi w ogrodach, po zamaskowaniu gałęziami drzew, prowadziła ostrzał niemieckich czołgów na odległości 8 km walczących z piechotą na przedpolu Lipnic. Po ich zbliżeniu się na odległość wzrokową, zniszczono jeden z czołgów niemieckich. Wystrzelono do czołgów łącznie 35-40 pocisków. Z uwagi na zagrożenie stanowisk ogniowych bateria wycofała się pod niemieckim ostrzałem czołgów i artylerii samodzielnie w kierunku Różyc. Skąd nocnym marszem, bez dowódcy i zwiadu dotarła 17 września do Nowej Wsi na północ od Rybna. Dokonano reorganizacji wewnątrz baterii likwidując część taboru. Bateria poniosła straty osobowe i w koniach. O godz. 7.00 17 września do baterii dołączył kpt. Henryk Szczygielski ze zwiadem i część dowództwa II dywizjonu. Będący przy baterii mjr Wacław Wilkoński udał się na poszukiwanie 6 baterii i reszty dywizjonu. Do baterii dołączyła sekcja radio z 16 pułku artylerii lekkiej lub 26 pułku artylerii lekkiej. Po otrzymaniu radiowego rozkazu marszu w kierunku wsi Budy Stare, 5/7 pac podjęła marsz poprzez Antonin, Giżyce i Henryków, docierając do zagajnika koło lasu Budy Stare. Haubice zajęły stanowiska ogniowe. W trakcie postoju 18 września uzupełniono konie do zaprzęgów i poszukiwano dowódcy II dywizjonu i zarazem 7 pac. Dowódca dywizjonu mjr Wacław Wilkoński zbierając po drodze rozbitków z pułku dotarł do Bzury i 19 września rano osiągnął Modlin. Na rozkaz dowódcy 4 Dywizji Piechoty 5/7 pac ostrzelała stanowiska piechoty i artylerii niemieckiej, które ostrzeliwały miejsce dyslokacji 4 DP. Po wystrzeleniu ostatnich pocisków, na kolumnę samochodów niemieckich w odległości 2 km, na rozkaz płk. Józefa Werobeja, haubice schowano w lesie. Obsługi i reszta baterii sformowały 3 plutony po 30 żołnierzy. Na prowadzącą natarcie niemiecką kompanię uderzyła spieszona 5 bateria, odrzucając jej natarcie. W nocy 18/19 września spieszona bateria pomaszerowała na przeprawę przez Bzurę, do której dotarło ok. 40 żołnierzy. Po przeprawie pod ostrzałem niemieckim w ciemnościach nocy resztka baterii rozproszyła się. Dowódca baterii wraz mała grupką artylerzystów dostał się do niemieckiej niewoli przed świtem 19 września. Pozostawione haubice w nocy 18/19 września zostały zniszczone, przez pozostałość baterii, a reszta jezdnych udała się ku Bzurze, gdzie została rozproszona.
16 września maszerująca na końcu kolumny II dywizjonu 2 bateria armat, straciła kontakt z dywizjonem przed Lipnicami. 2/7 pac wobec pojawienia się czołgów niemieckich zajęła stanowiska ogniowe 3 km od wsi i ostrzałem czołgów niemieckich do godz. 15.00 obroniła swoje stanowiska. Do godz. 17.00 2 bateria ostrzeliwała cele według mapy, na przekazane jej koordynaty przez dowódcę II/7 pac. Następnie z uwagi na brak dalszych rozkazów, kpt. Stefan Banaszak podjął marsz z baterią poprzez Brzezie, Giżyce, Antosin, osiągając cel marszu o zmroku. 2/7 pac przeszła na postój do wsi Henryków. 17 września o godz. 4.00 bateria 2/7 pac podjęła marsz w kierunku Witkowic, z uwagi na zatłoczenie dróg dotarła jedynie do lasku w połowie drogi pomiędzy Giżycami, a Ruszkami, tam bateria stanęła na postoju. Ok. godz. 10.00 lotnictwo niemieckie wykryło miejsce postoju baterii, które zostało zbombardowane. Ponieważ bateria zdołała się okopać, straty jakie poniosła były niewielkie. Poległo 2 artylerzystów, 3 zostało rannych, utracono kilka wozów i koni. Podjęto dalszy marsz w kierunku Iłowa, z uwagi na zatory i ciężki teren, brak pełnych zaprzęgów przy armatach, marsz był powolny. 2 bateria armat dotarła do wsi Budy Stare, gdzie istniał olbrzymi zator. Na stojące kolumny nastąpił silny nalot niemieckiego lotnictwa. 2/7 pac nie poniosła strat. Konie baterii były całkowicie wyczerpane i nie były w stanie kontynuować marszu. Decyzją kpt. Stefana Banaszaka wymontowano zamki armat i je pozostawiono. 2 bateria jako pododdział konno-pieszy podjęła marsz w kierunku Iłowa. Ze względu na ataki lotnictwa niemieckiego i ostrzał niemieckiej artylerii i straty marszowe w przemieszczającej się baterii pozostało kilkunastu żołnierzy. Podjęto marsz wzdłuż Wisły do Puszczy Kampinoskiej, gdzie we wsi Januszew grupa 2 baterii, 19 września dostała się do niewoli niemieckiej.
6 bateria haubic 16 września podczas marszu do wsi Lipnice otrzymała rozkaz zajęcia stanowisk ogniowych we wsi Lisewo, skąd prowadziła na rozkaz dowódcy dywizjonu ostrzał celów według mapy. Z doraźnie wybranego punktu obserwacyjnego kpt. Franciszek Rutkowski kierował ostrzałem baterii na obserwowane cele. Bateria była ostrzelana przez niemiecki pododdział piechoty lecz ostrzału nie przerwała. Pojawienie się niemieckich czołgów z tyłu stanowisk ogniowych baterii, zmusiło ją do pospiesznego wycofania się do rejonu Różyc. Tam nie zastano taborów i części kolumny amunicyjnej dywizjonu, które uciekły w panice przed niemieckimi czołgami. Jedynie dołączył dowódca kolumny amunicyjnej z kilkoma wozami. Po postoju w Różycach, bateria 6/7 pac pomaszerowała nocą 16/17 września przez Białocin do rejonu Brzozów, Giżyce. Po drodze dołączył dowódca 5 baterii ze zwiadem. Od świtu 17 września lotnictwo niemieckie rozpoczęło silne naloty trwające prawie cały dzień, na maszerujące kolumny. 6 bateria haubic rozczłonkowana podjęła marsz w kierunku wsi Budy Stare. Ataki lotnicze spowodowały zniszczenie wozów amunicyjnych, wybicie koni w zaprzęgach. 6/7 pac zmuszona była porzucić jedną z haubic wobec całkowitego braku koni. Nocą 17/18 września 6 bateria zebrała się w rejonie Bud Starych, bateria poniosła duże straty żołnierzy oraz w koniach i wozach. Pozostały tylko dwie haubice, w tym jedna bez przyrządów celowniczych. Z rejonu postoju w nocy do godz. 5.00 jedna z haubic prowadziła ostrzał w kierunku stanowisk niemieckich. Z chwilą schodzenia ze stanowisk 6 baterii 18 września o świcie niemiecka artyleria ostrzelała celnie stanowiska ogniowe. W wyniku ostrzału poległ kanonier, kilku zostało rannych, utracono kolejnych kilka koni. Po skompletowaniu zaprzęgu do jednego działonu haubicy i kilku wozów amunicyjnych pozostałość 6 baterii pomaszerowała ku Bzurze, część żołnierzy pod ogniem niemieckiej artylerii rozproszyła się. 23 września grupa żołnierzy II dywizjonu prowadzona przez ppor. Kazimierza Dorywalskiego dostała się do niewoli niemieckiej 2 Dywizji Lekkiej w Puszczy Kampinoskiej.

##### Działania I dywizjonu
Nad ranem 17 września I dywizjon dotarł w rejon Kiernozi. Podczas nocnego marszu od 3 baterii oderwał się jeden działon. I dywizjon przemieszczał się wielkiej kolumnie wojska. O godz. 11.00 rozpoczął się dwu godzinny nalot samolotów niemieckich. W jego wyniku 1/7 pac utraciła ok. 80%  koni, jednego ciężko rannego kanoniera, armatę i kilka wozów.  Dwie armaty po skompletowaniu zaprzęgów skierowały się do pobliskiego lasu, skąd zabrał je nieznany major. Nie skompletowano trzeciego zaprzęgu do armaty, którą po uszkodzeniu utopiono w pobliskim stawie. Dowódca 1 baterii por. Stefan Komosiński ze zwiadem, łącznością i częścią obsług wyruszył w kierunku Warszawy, dotarł z grupką swoich żołnierzy do Lasek, gdzie 26 września dostał się do niewoli niemieckiej. 3 bateria armat uniknęła większych strat dotarła do lasu koło wsi Aleksandrów, gdzie dołączył do niej dowódca I dywizjonu. Ukryta w lesie bateria miała zamiar maszerować w stronę Sochaczewa. W lesie oddziały polskie zostały otoczone i 3/7 pac dostała się do niewoli niemieckiej z trzema armatami i amunicją. Maszerujące w ślad za I dywizjonem kolumna amunicyjna i tabory rejonie Osiek, Ostrowice zostały zaatakowane przez lotnictwo niemieckie. Poległ jeden kanonier, utracono konie i wozy. Artyleria niemiecka ostrzelała kolumnę I/7 pac w wyniku czego utracono poległego kanoniera i konie oraz 5 wozów. W rejonie Brzozowa tabory dostały się w wielki korek, powrócono do w rejon wsi Ostrowce, gdzie 18 września  wraz jednostkami WP tabory i kolumna amunicyjna I dywizjonu dostały się do niemieckiej niewoli. W trakcie przebijania się do Warszawy, 18 września poległ oficer ogniowy 3/7 pac ppor. rez. Zbigniew Sikorski.

### Oddział Zbierania Nadwyżek 7 pac
Po ogłoszeniu mobilizacji tymczasowo dowódcą OZN 7 pac został ppłk Adam Józef Riedl, który 31 sierpnia odszedł na dowódcę mobilizowanego 55 pułku artylerii lekkiej. Po zmobilizowaniu podczas mobilizacji alarmowej, wszystkich przewidzianych planem oddziałów, zebrane nadwyżki po mobilizacji: rezerwistów, koni i wyposażenia zostały załadowane do transportu kolejowego i odjechały 29 sierpnia do Krakowa. W transporcie znaleźli się oficerowie 7 pac: kpt. Bolesław Łotarewicz, kpt. Tadeusz Komar, por. Zygmunt Wiśniewski, chor. Józef Kosicki i chor. Sikorski. Stosunkowo duży odsetek szeregowych stanowili żołnierze mniejszości niemieckiej. Kraków był miejsca formowania Ośrodka Zapasowego Artylerii Ciężkiej nr 3. W nocy 30/31 sierpnia OZN 7 pac przybył do Krakowa, gdzie wyładowano sprzęt kwatermistrzowski i przewieziono do koszar 5 pułku artylerii ciężkiej, gdzie mobilizowano OZAC nr 3. Przystąpiono do formowania baterii z posiadanych nadwyżek i napływających do koszar dalszych rezerwistów powołanych w ramach mobilizacji powszechnej. Ze względu na zagrożenie Krakowa nocą 3/4 września załadowano majątek i sprzęt 5 i 7 pac na kolumnę taborową i wyruszono z Krakowa. W chwili wymarszu z Krakowa OZAC nr 3 pod dowództwem płk mgr Karola Myrka liczył ponad 700 żołnierzy i 14 dział ciężkich kalibru 105 mm i 155 mm. Dalsze losy opisano w artykule Ośrodek Zapasowy Artylerii Ciężkiej nr 3.

## Obsada personalna we wrześniu 1939
Dowództwo
- dowódca pułku - płk Tadeusz Bodnar  (do +12 IX 1939), mjr Jerzy Bolechowski (do 13 IX 1939), mjr Wojciech Wilkoński[46]
- adiutant pułku - kpt. Stefan Banaszak
- oficer taktyczny - kpt. Franciszek Rutkowski (do 13 IX 1939)[46]
- oficer zwiadowczy - ppor. rez. Jarosław Małecki (do 7 IX 1939)
- oficer łączności - por. Kazimierz Horek (do 13 IX 1939)
- oficer obserwacyjny - por. rez. Tadeusz Zoll
- oficer broni - chor. Ogurkiewicz? (Ogórkiewicz)[62]
- dowódca I dywizjonu - mjr Mikołaj Karczewski
  - adiutant dywizjonu - kpt. Jan Mickunas
  - oficer zwiadowczy - ppor. Antoni Florczak
  - oficer obserwacyjny - ppor. rez. Jarosław Małecki (od 7 IX 1939)
  - oficer łącznikowy -
  - oficer łączności - por. rez. Stanisław Gajdziński
  - dowódca kolumny amunicyjnej - ppor. rez. Zdzisław Strada
  - dowódca 1 baterii - por. Stefan Komosiński
    - oficer zwiadowczy - ppor. rez. Kazimierz Rutkowski
    - oficer ogniowy - ogn. pchor. Julian Błaszkiewicz

  - dowódca 2 baterii - kpt. Edward Węgrzyński (do 13 IX 1939), kpt. Stefan Banaszak[46]
    - oficer zwiadowczy - ppor. rez. Zbigniew Ernst
    - oficer ogniowy - por. rez. Teodor Skierski

  - dowódca 3 baterii - kpt. Wiktor Steinauer
    - oficer zwiadowczy -
    - oficer ogniowy - ppor. rez. Zbigniew Sikorski †18 IX 1939
- dowódca II dywizjonu - mjr Jerzy Bolechowski (do 13 IX 1939), mjr Wojciech Wilkoński[46]
  - adiutant dywizjonu - kpt. rez. Feliks Henner
  - oficer zwiadowczy - por. Jan Wasiukiewicz
  - oficer obserwacyjny - ppor. rez. Mieczysław Dorywalski
  - oficer Łącznikowy -
  - oficer łączności - ppor. rez. Brall (do 13 IX 1939), por. Kazimierz Horek[46]
  - dowódca kolumny amunicyjnej - por. rez. Wiktor Wiśniewski
  - dowódca 4 baterii - por. rez. Czesław Tundak
    - oficer zwiadowczy -
    - oficer ogniowy - ppor. rez. Witold Ostoja-d‘Alkiewicz

  - dowódca 5 baterii - kpt. Henryk Szczygielski
    - oficer zwiadowczy - ppor. rez. Kazimierz Semik
    - oficer ogniowy - ppor. rez. Jan Wróblewski

  - dowódca 6 baterii - kpt. Leon Burniewicz (do 13 IX 1939), kpt. Franciszek Rutkowski[46]
    - oficer zwiadowczy - por. rez. Julian Mikołajewski
    - oficer ogniowy - ppor. rez. Szczęsny Fusiecki

## Symbole pułkowe

### Sztandar

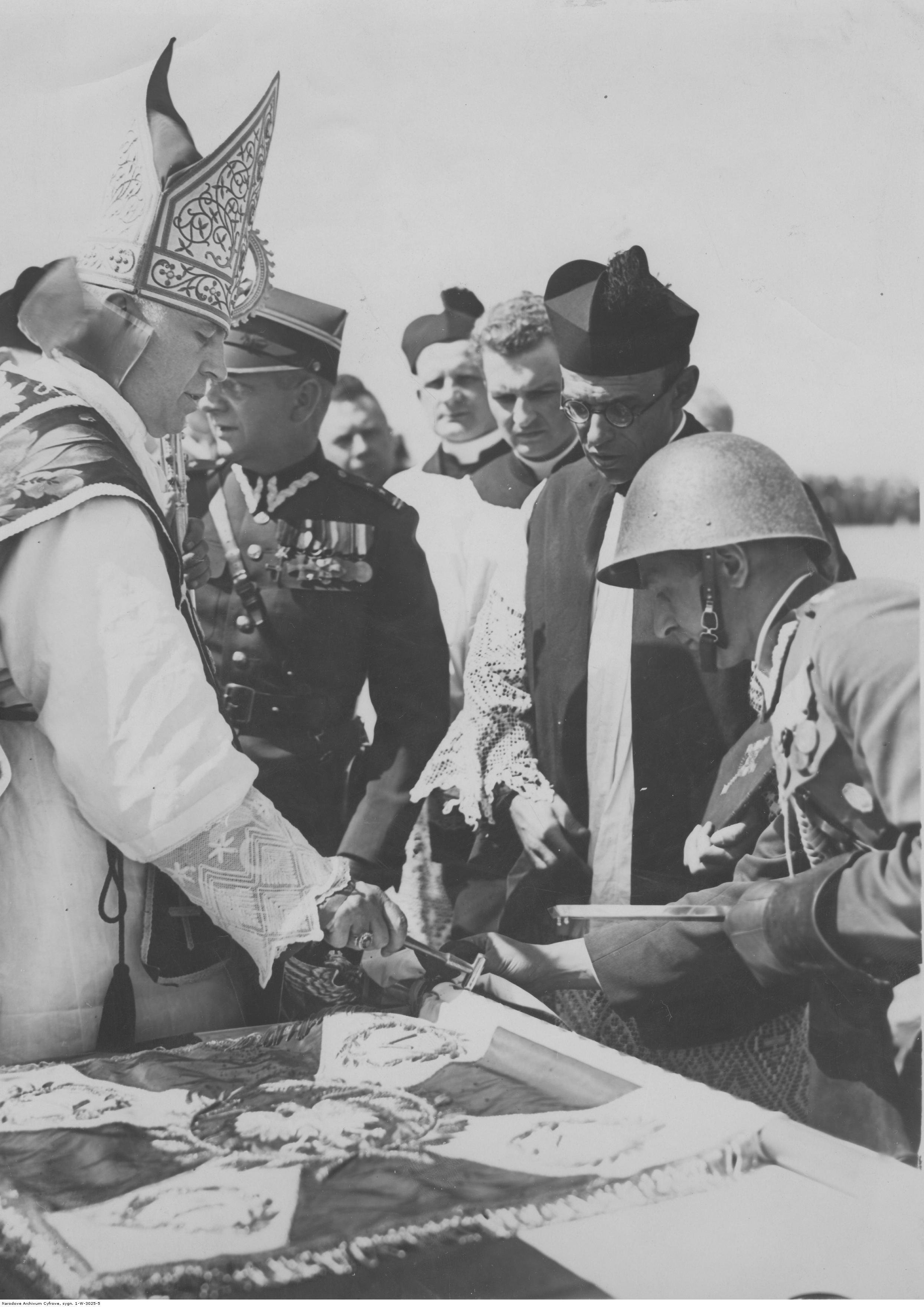
Wręczenie sztandarów pułkom artylerii z VII OK w Poznaniu - biskup polowy Józef Gawlina wbija gwóźdź w drzewce sztandaru; 29 czerwca 1938.

11 kwietnia 1938 Prezydent RP zatwierdził wzór sztandaru dla pułku.
W środę 29 czerwca 1938 w Poznaniu, na placu ćwiczeń artylerii, na Golęcinie-Sołaczu gen. dyw. Juliusz Rómmel, w imieniu Prezydenta RP, wręczył dowódcy pułku sztandar ufundowany przez społeczeństwo Poznania. Sztandar poświęcony został przez biskupa polowego Józefa Gawlinę. Tego samego dnia sztandary otrzymały także: 14 pal, 17 pal, 25 pal, 7 daplot i 7 dak. Ceremonia zakończona została defiladą, którą prowadził dowódca 7 Grupy Artylerii płk art. Michał Jancewicz.

Sztandar został wykonany zgodnie z wzorem określonym w Dekrecie Prezydenta Rzeczypospolitej Polskiej z 24 listopada 1937 o znakach wojska i marynarki wojennej opublikowanym w Dzienniku Ustaw Rzeczypospolitej Polskiej nr 5 z 28 stycznia 1938. Na prawej stronie płata znajdował się amarantowy krzyż, w środku którego wyhaftowano orła w wieńcu z wawrzynu. Na białych polach, pomiędzy ramionami krzyża, znajdowały się cyfry 7 w mniejszych wieńcach z wawrzynu.
Na lewej stronie płatu sztandarowego, pośrodku krzyża kawaleryjskiego znajdował się wieniec taki sam jak po stronie prawej, a w wieńcu trzywierszowy napis „HONOR I OJCZYZNA”. W rogach sztandaru, w mniejszych wieńcach umieszczone były na tarczach:
- w prawym górnym rogu – wizerunek Matki Boskiej Częstochowskiej
- w lewym górnym rogu – wizerunek Świętej Barbary,
- w prawym dolnym rogu – godło Poznania
- w lewym dolnym rogu – odznaka pamiątkowa pułku

Na ramionach amarantowego krzyża kawalerskiego umieszczono napisy i daty związane z historią pułku:
- na górnym –„Szybin 11.I.1919
- na dolnym –„Poznań 3.1.1919” oraz „Poznań 2.XI.1921”
- na lewym –„Połock 20-21.IX. 1919” oraz „Kołbiel 17.VIII. 1920”
- na prawym –„Ciechanów 19.VIII. 1920” oraz „Grodno 23 25.IX. 1920”

Głowica sztandaru znajduje się (1990) w kolekcji prywatnej Michała Palacza ze Swarzędza.

### Odznaka pamiątkowa
Zatwierdzona Dz. Rozk. MSWojsk. nr 3, poz. 25 z 20 stycznia 1930. Odznakę stanowi mosiężna czworoboczna rama z nacięciami imitującymi pierścień wiodący lufy. Na tarczę nałożona czteropromienna gwiazda pokryta białą emalią w sześciu warstwach kątowych, symbolizujących różnej wielkości kąty obserwacji. Pośrodku gwiazdy umieszczona jest ośmioboczna tarcza ze srebrnym orłem wz. 1927 okolonym emaliowanymi barwami artylerii – ciemnozieloną i szkarłatną. Poniżej orła wpisano numer 7. Trzyczęściowa – oficerska, wykonana w tombaku, emaliowana. Wymiary: 52x52 mm. Wykonanie: Stefan Zygmaniak – Poznań.

## Żołnierze pułku

### Dowódcy i zastępcy dowódcy pułku
| Stopień, imię i nazwisko          | Okres pełnienia służby  | Kolejne stanowisko                                   |
| Dowódcy pułku                     | Dowódcy pułku           | Dowódcy pułku                                        |
| --------------------------------- | ----------------------- | ---------------------------------------------------- |
| płk Erwin Mehlem                  | X 1921-VII 1922         |                                                      |
| ppłk art. Józef Konstanty Rojek   | do I 1924               | komendant Obozu Ćwiczebnego DOK I                    |
| ppłk art. Karol Podonowski        | od I 1924               |                                                      |
| ppłk / płk art. Józef Rojek       | 1924 – III 1928         | szef artylerii OWar. „Wilno”                         |
| ppłk art. Piotr Siedlecki         | III 1928 – VI 1931      | kierownik Wojskowego Zakładu Zaopatrzenia Uzbrojenia |
| płk art. Michał Jancewicz         | VI 1931 – X 1935        | dowódca 7 GA                                         |
| ppłk dypl. art. Wiktor Jakubowski | 15 XI 1935 – †19 X 1936 |                                                      |
| płk Tadeusz Bodnar                | 1936 –†11/12 IX 1939    |                                                      |
| mjr inż. Jerzy Bolechowski        | p.o. 12–13 IX 1939      |                                                      |
| mjr Wojciech Wilkoński            | od 13 IX 1939           |                                                      |
| Zastępcy dowódcy pułku            |                         |                                                      |
| mjr art. Tadeusz Bogdanowicz      | 1 XI 1922 – 1924        | zastępca dowódcy 14 pap                              |
| mjr / ppłk art. Leonard Lubański  | od III 1924             |                                                      |
| mjr / ppłk art. Tadeusz II Szulc  | XII 1927                | rejonowy inspektor koni w Krakowie                   |
| ppłk art. Tadeusz Rawski          | III 1932 – XI 1935      | dowódca 12 pal                                       |
| ppłk art. Adam Józef Riedl        | VII 1938 – VIII 1939    | dowódca 55 pal                                       |

### Żołnierze 7 pułku artylerii ciężkiej - ofiary zbrodni katyńskiej
Biogramy ofiar zbrodni katyńskiej znajdują się między innymi w bazach udostępnionych przez Ministerstwo Kultury i Dziedzictwa Narodowego oraz Muzeum Katyńskie.
| Stopień, nazwisko i imię          | zawód                | miejsce pracy przed mobilizacją | zamordowany |
| --------------------------------- | -------------------- | ------------------------------- | ----------- |
| por. rez. Bałachowski Witold      | nauczyciel           | gimnazjum w Bydgoszczy          | Katyń       |
| ppor. rez. Haimann Jan            | inżynier leśnictwa   |                                 | Charków     |
| ppor. rez. Janicki Edward         |                      |                                 | Charków     |
| ppor. rez. Klinge Marian          | lekarz               |                                 | Katyń       |
| ppor. rez. Manikowski Czesław     | abs. UAM             | Zarząd Miejski Bydgoszcz        | Katyń       |
| por. rez. Paszkiewicz Marian      | prawnik              | Sąd Grodzki w Poznaniu          | Katyń       |
| ppor. rez. Siennicki Zygmunt      | technik bud.-drogowy |                                 | Charków     |
| plut. Walczak Tomasz              | żołnierz zawodowy    |                                 | Charków     |
| ppor. rez. Weber Mieczysław       |                      |                                 | Charków     |
| dowódca plutonu Tadeusz Kozanecki | żołnierz zawodowy    |                                 | Katyń       |